# 天阴增二
天阴增二，即白羊座64（64 Ari, 64 Arietis），是一颗位于白羊座的恒星，距离地球约230光年，视星等为5.50。